# Horacio Ranieri
Horacio Ranieri (Buenos Aires, 14 de mayo de 1951 - íd. 17 de octubre de 2000) fue un actor, productor y director argentino que se destacó especialmente durante los años 1980 y 1990. Su desempeño abarcó en sus inicios el ámbito teatral, para desembocar luego en múltiples éxitos televisivos y cinematográficos. Desde su lugar de actor y realizador, y repartiendo sus tiempos con la actividad de formador teatral. 
Recordado y en la memoria aún hoy, por su calidez humana, y su entrega profesional.

## Inicios en televisión
Debutó en 1980 en la telenovela Trampa para un soñador, protagonizada por Antonio Grimau y Cristina Alberó. Luego vinieron Llévame contigo (1982), Amar al salvaje (1983), Entre el amor y el poder (1984) y No es un juego vivir (1985). En 1986 protagonizó junto a Marco Estell y Cristina del Valle la exitosa telenovela Dos para una mentira. Al año siguiente volvió a trabajar con Cristina Alberó, con quien formó la pareja estelar de Me niego a perderte.

## Televisión
- Trampa para un soñador (1980/1981)

- Llévame contigo (1982)

- Amar al salvaje (1983)

- Entre el amor y el poder (1984/1985)

- No es un juego vivir (1985)

- Dos para una mentira (1986)

- Me niego a perderte (1987/1988)

- De carne somos (1989)

- Cita en Buenos Aires (1991)

- Inolvidable (1992)

- Son de diez (1994)

- Poliladron (1995/1997)

- El signo (1997)

- Chiquititas (1998)

- Verano del 98 (1998)

- Como vos y yo (1999)

## Cine
En la pantalla grande, Ranieri se destacó en Los amores de Laurita (1986), basada en una novela de Ana María Shua, en la comedia Los bañeros más locos del mundo (1987), y en la película La garganta del diablo (1993).

## Últimos trabajos
En 1991, protagonizó junto a Jorge Mayorano y la actriz puertorriqueña Amneris Morales, la misiserie "Cita en Buenos Aires".
En 1992, protagonizó junto a Mariela Alcalá, Gigi Zanchetta y Rubén Ballester, la telenovela Inolvidable.   
En 1994, tuvo una participación especial en la comedia Son de diez. Luego en 1995 hasta 1997 actuó en la exitosa tira policial  Poliladron. En 1997 se lo vio en la miniserie "El signo" donde además de actuar tuvo un pequeño porcentaje de la producción. Al año siguiente actuó en Chiquititas y en Verano del 98.
Su último trabajo en televisión fue en 1999, en la telenovela Como vos y yo.

## Vida privada
En los últimos años de su vida, se vio severamente afectado por distintos problemas de salud. Estuvo casado con la actriz María Alejandra Versari, con quien tuvo tres hijos: El mayor Facundo Ranieri, la del medio Ayelén Ranieri y la promesa de la familia Fausto Ranieri, el menor.

## Fallecimiento
Falleció el 17 de octubre de 2000 a causa de un cáncer de pulmón. Sus restos fueron sepultados en el Panteón de la Asociación Argentina de Actores, en el Cementerio de la Chacarita. Tenía 49 años.